# Haag an der Amper
Haag an der Amper is een gemeente in de Duitse deelstaat Beieren, en maakt deel uit van het Landkreis Freising.
Haag an der Amper telt 2.977 inwoners.

## Bezienswaardigheden
- Schlossallee, de grootste Biergarten buiten München met 3.200 zitplaatsen

## Externe links

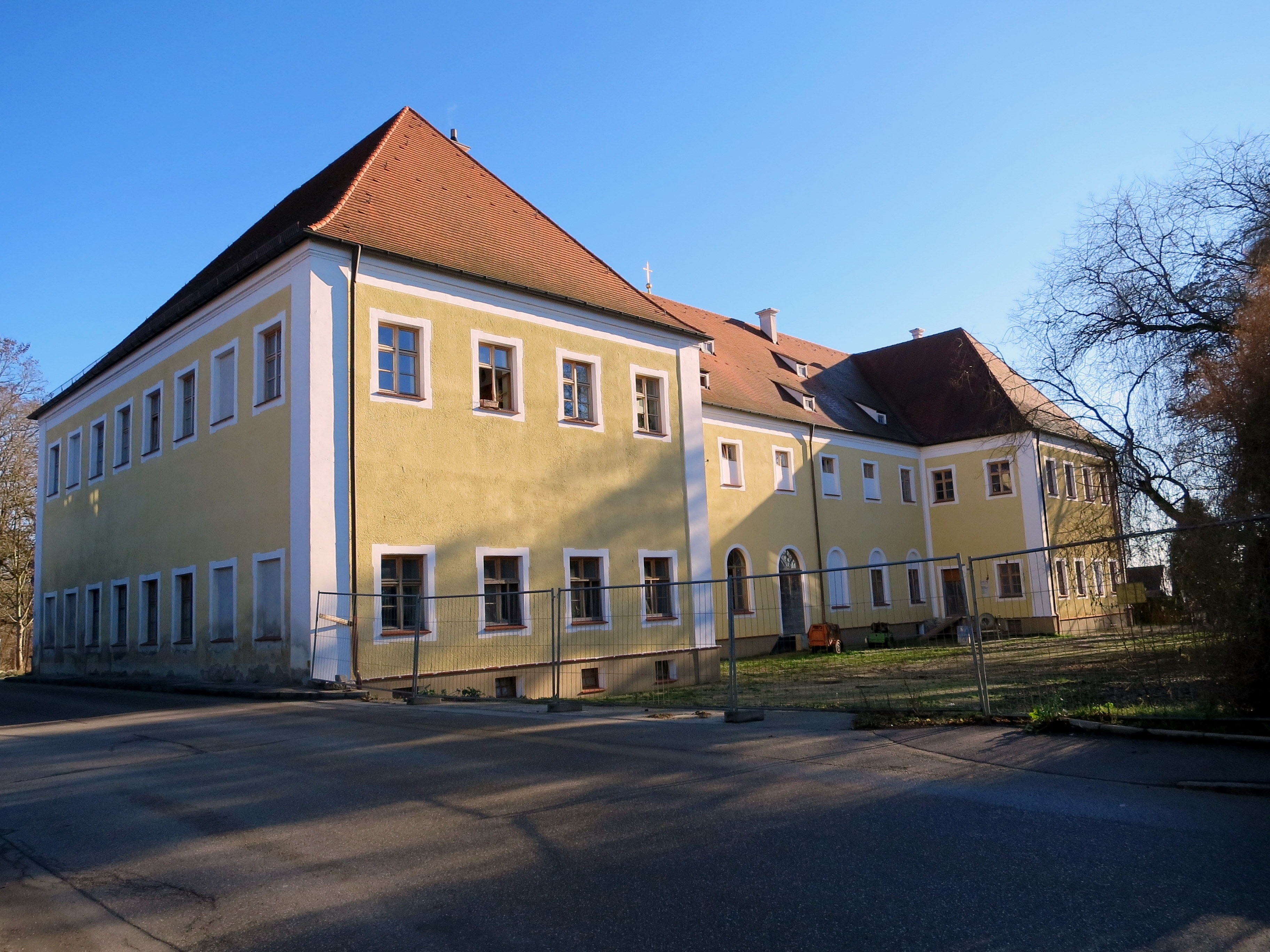
Het gebouw van de voormalige brouwerij Schlossbräuhaus